# Norrtälje
För andra betydelser, se Norrtälje (olika betydelser).

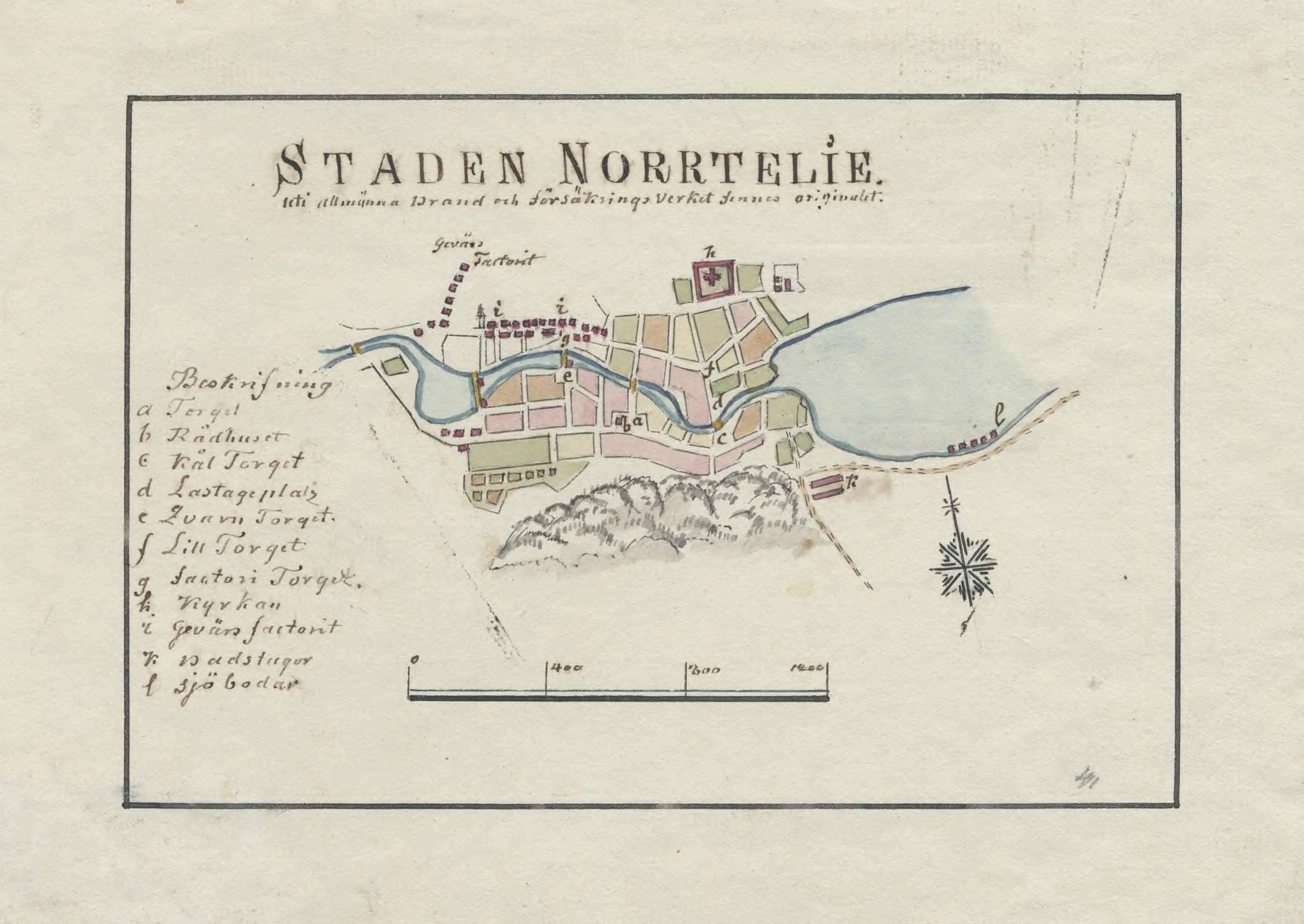
Karta över Norrtälje från 1790-talet

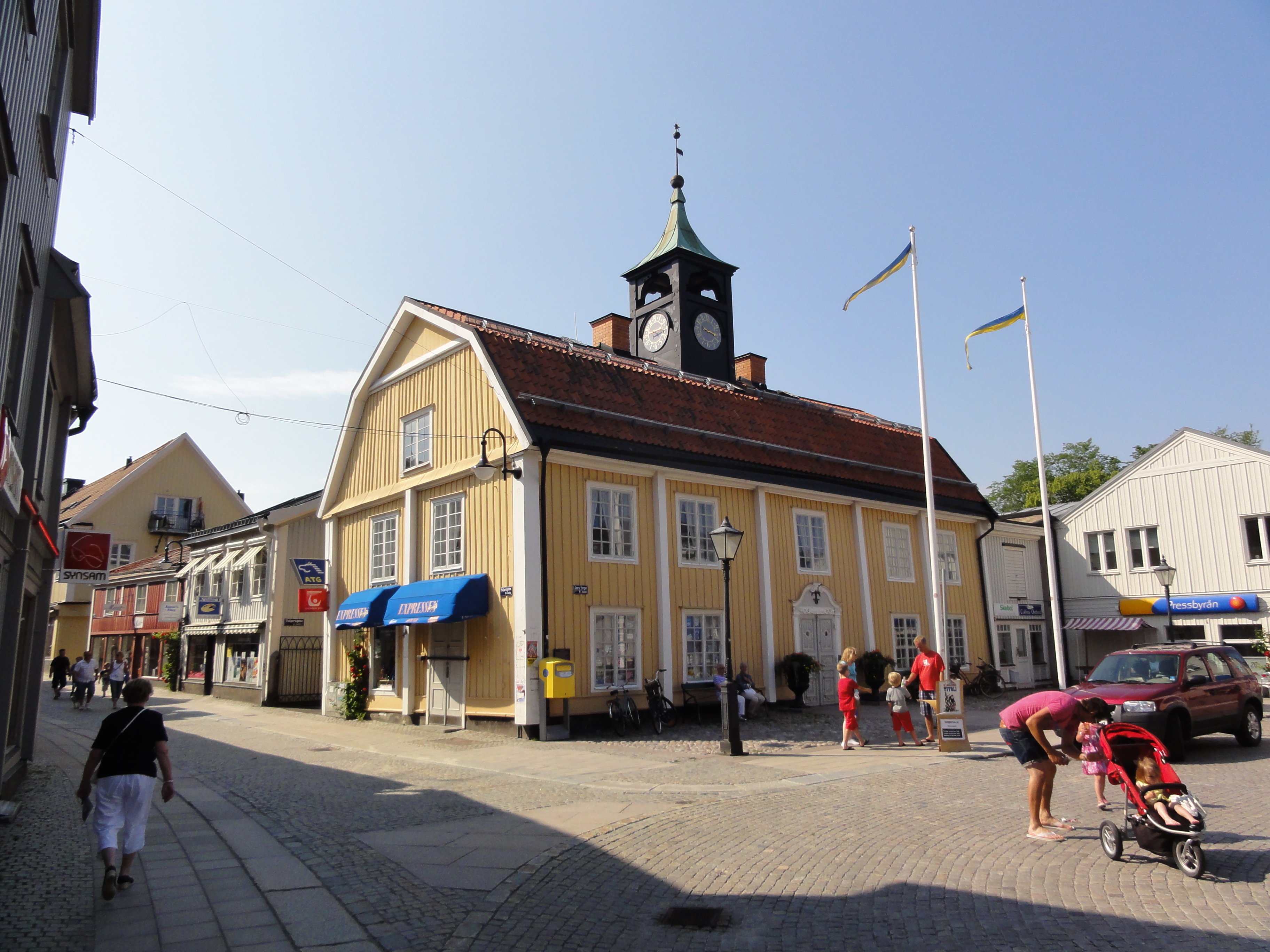
Rådhuset.

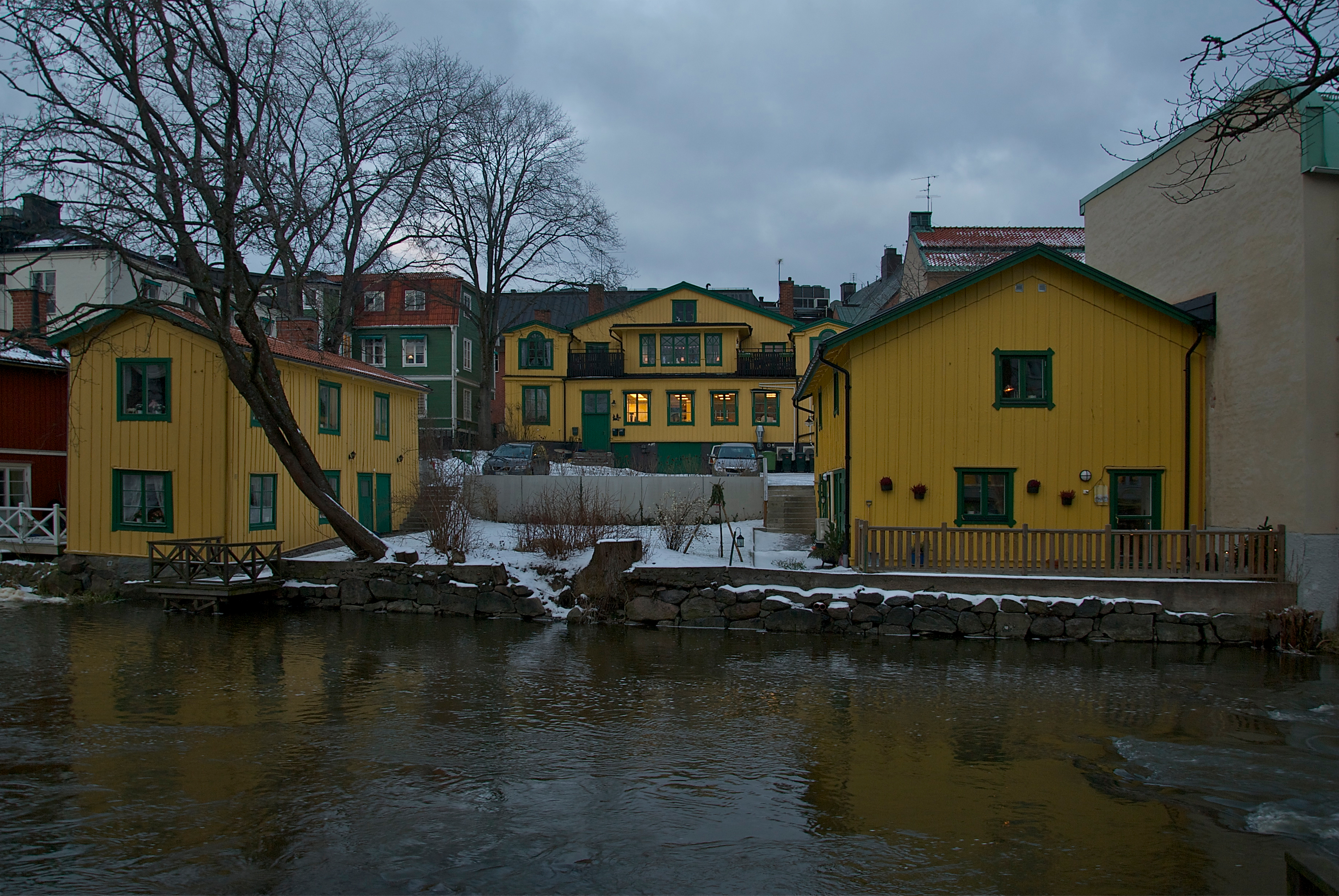
Behmerska gården från 1830-talet. Gården har ägts av bland annat Edvard Behmer, riksdagsman och mångårig borgmästare i Norrtälje.

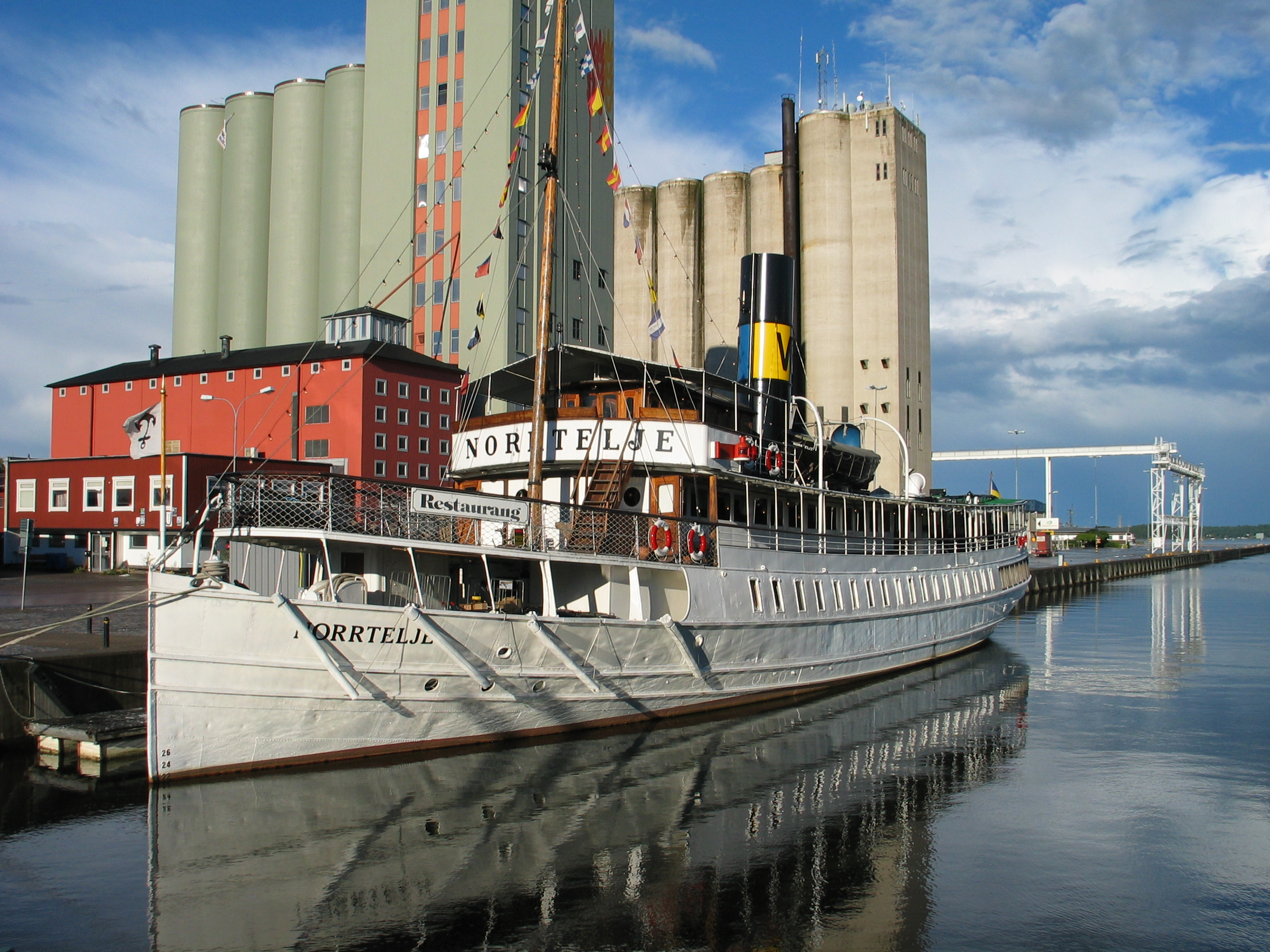
S/S Norrtelje i Norrtälje hamn 2005. Silobyggnaderna i bakgrunden är numera rivna.

Norrtälje är en tätort i Roslagen (Upplands kustland) och centralort i Norrtälje kommun i Stockholms län. Den är kansliort för Norrtälje domsaga. Norrtälje är beläget längst in i Norrtäljeviken, cirka 68 kilometer nordöst om Stockholms centrum och 72 kilometer öster om Uppsala.

## Historia

### Gamla Norrtälje
Man har funnit omkring 225 fornlämningar inom den gamla stadsgränsen. Det rör sig om gravar från yngre järnåldern. Inom tätorten har två eller tre fornborgar funnits vid före detta byarna Nordrona, Solbacka och Knutby. En kopia av en förlorad runristning har återupprests i Zetterstenska parken.
Namnet skrevs 1298 in Telgium samt 1409 Norra Tælgha. Detta har i doktrinen ansetts stå för ett med tälja besläktat namn på inbyggare: "deras som bor vid inskärningen", med vilket avses "vid den långa viken".
Redan på 1200-talet skall en handelsplats ha funnits i Norrtäljeviken. Inför de två påföljande seklerna anvisades den senmedeltida byn Tällie till Uppsala domkyrka för ärkebiskopsbordets behov. 
Staden Norra Tällie grundades av kung Gustav II Adolf 1622 liksom ett flertal andra städer efter 30-åriga krigets utbrott, bland annat som en konsekvens av "Lilla Tullens" införande. Marknaderna i Lännaby och Söderby-Karl flyttades till den nya staden.
Därtill anvisade Gustav II Adolf ett av säteriet Björnö ägt markområde på Norrtäljeåns norra sida för Norrtälje gevärsfaktori. För att locka tyska vapensmeder till bosättning vid detta faktori erbjöd kungen dessa hantverkare initialt även borgerskap med rätt till utrikeshandel. Dessa senare rättigheter drogs dock in 1636. Därför blev Norrtäljes utveckling ganska blygsam och staden förblev under hela stormaktstiden en ganska blygsam marknads- och fiskeort. Norrtälje blev egen församling 1643 och fick en egen borgmästare 1678. 1648 förlänades Norrtälje till Lennart Torstenson, en förläning som drogs in i samband med Karl XI:s reduktion. Folkmängden under slutet av 1600-talet torde ha varit omkring 600 personer, 1702 skall staden ha haft 200 hus.

### 1700-talet
Under det stora nordiska krigets slutskede angreps och brändes staden sensommaren 1719 med dess gevärsfaktori av den ryska galärflotta som även härjande drabbat ett stort antal svenska sjöstäder längs kusten mot Östersjön under rysshärjningarna. Detta drama har i många år skildrats i krönikespelen, en utomhusteater som hållits på flera av stadens öppna platser. På grund av fattigdomen gick återuppbyggnaden långsamt och mestadels uppfördes små stugor med torvtak, kyrkan var färdigställd 1733.
Norrtälje gevärsfaktori privatiserades 1757 varefter en påkostad dammbyggnad och en för export särskilt utrustad "sänksmidesverkstad" anlades. I slutet av 1700-talet anlades ett bomullsspinneri och ett kronobränneri i Norrtälje och 1800–1813 och 1832–1867 fanns även en klädesfabrik. Folkmängden var år 1749 715 personer, år 1771 800 personer, år 1810 851 personer och år 1840 977 personer.

### 1800-talet
Under finska kriget 1808–1809 utsågs Norrtälje till stapelstad, varvid gevärsfaktoriet skulle komma att beskyddas av betydande truppstyrkor, förlagda vid stadens nuvarande idrottsplats. Under 1840-talets första år lades vapentillverkningen slutligt ner och ersattes av ett sågverk i anslutning till den gamla "Kvarnholmen" ett stycke nedströms i Norrtäljeån. Enda kvarvarande byggnad från faktoriets dagar är sänksmidesverkstaden, vilken alltsedan 1920-talet utgjort stadens museum. Byggnaden med tillhörande mark ägs och drivs numera av Stiftelsen Roslagsmuseet med sitt kansli i den gård som faktoriets tidigare ägare, löjtnanten Zettersten, lät uppföra av bland annat timmer, sannolikt från flera av faktoriets tidigare byggnader. Löjtnantens engelskfödda hustru lät också anlägga en engelsk park, vars karaktär fortfarande kan anas.
Stadens utveckling skulle komma att skjuta fart under 1800-talets senare del och 1900-talets början, inte minst till följd av det mycket speciella kurortsliv som, efter 1844, utvecklades i den så kallade Societetsparken kring bruket av omväxlande varma och kalla bad med behandling av diatomacélera enligt läkaren Palmgrens ordinationer. 1846 fick Norrtälje ångbåtsförbindelse med Stockholm, först med hjulångaren Amiral von Platen vilket betydde mycket för kommunikationerna. Sedan Länna–Norrtälje Järnväg öppnats för trafik 1884 fick Norrtälje ett uppsving som industriort.

### Modern tid
Med 1900-talet kom också den allmänt förekommande mekaniseringen av bygdens jordbruk liksom den till denna verksamhet knutna lagringen av spannmål med tillhörande sjöfart. Fortsatt uppgrundning och ändrade transportvillkor efter andra världskriget har inneburit att spannmålslagringen i Uppsala flyttats till Norrtälje och givit staden dess karaktäristiska silotorn.

### Militärstaden
Sydväst om staden, i Stegelbäcksgatans förlängning, återfinns Nordronaområdet. Här ligger ett 60-tal byggnader som uppfördes 1952. Området uppfördes efter ”1940-års militära byggnadsutrednings typritningar” och tillfördes till Stockholms luftvärnsregemente (Lv 3), vilka omlokaliserades från Stockholm 1952 och kom att byta namn 1957 till Roslagens luftvärnsregemente (Lv 3). 1979 tillkom Luftvärnsskjutskolans stab, vilken flyttades från Väddö. Genom försvarsbeslutet 2000 upphörde all militärverksamhet i Norrtälje och området blev år 2001 förklarat som byggnadsminne. 
Militär verksamhet
| Förbandskod | Förbandsnamn                  | Aktivt    | Kommentar                                  |
| ----------- | ----------------------------- | --------- | ------------------------------------------ |
| Lv 3        | Stockholms luftvärnsregemente | 1952–1957 | Namnbyte till Roslagens luftvärnsregemente |
| Lv 3        | Roslagens luftvärnsregemente  | 1957–2000 | Avvecklat genom försvarsbeslutet 2000      |
| LvSS        | Luftvärnsskjutskolan          | 1979–1991 |                                            |
| LvC         | Arméns luftvärnscentrum       | 1991–1997 |                                            |
| LvSS        | Luftvärnets Stridsskola       | 1997–2000 |                                            |

### Administrativa tillhörigheter
Norrtälje stad  ombildades vid kommunreformen 1862 till en stadskommun med mindre delar av bebyggelsen efterhand i Estuna socken/landskommun och Frötuna socken/landskommun, varur Norrtälje 1622 utbrutits. Staden uppgick 1971 i Norrtälje kommun med Norrtälje som centralort.
Norrtälje har i kyrkligt hänseende hört till Norrtälje församling som 2001 uppgick i Norrtälje-Malsta församling. Områden i orten hör (har hört) till Estuna församling, från 2006 Estuna och Söderby-Karls församling, samt Frötuna församling.
Orten ingick till 1948 i domkretsen för Norrtälje rådhusrätt, därefter till 1971 i Mellersta Roslags domsagas tingslag. Sedan 1971 ingår den i Norrtälje tingsrätts domsaga.

### Befolkningsutveckling
| Årtal 1800-2000 | Invånare |
| --------------- | -------- |
| 1800            | 800      |
| 1860            | 1 199    |
| 1900            | 3 118    |
| 1950            | 6 489    |
| 2000            | 16189    |

| Årtal 2015-2018 | Invånare |
| --------------- | -------- |
| 2015            | 19365    |
| 2016            | 19668    |
| 2017            | 20322    |
| 2018            | 20721    |

Källa: Norrtälje kommun och SCB
| Befolkningsutvecklingen i Norrtälje 1960–2020 | Befolkningsutvecklingen i Norrtälje 1960–2020 | Befolkningsutvecklingen i Norrtälje 1960–2020 | Befolkningsutvecklingen i Norrtälje 1960–2020 | Befolkningsutvecklingen i Norrtälje 1960–2020 |
| --------------------------------------------- | --------------------------------------------- | --------------------------------------------- | --------------------------------------------- | --------------------------------------------- |
|                                               |                                               |                                               |                                               |                                               |
| År                                            |                                               |                                               | Folkmängd                                     | Areal (ha)                                    |
| 1960                                          | 1960                                          |                                               | 8 654                                         |                                               |
| 1965                                          | 1965                                          |                                               | 10 591                                        |                                               |
| 1970                                          | 1970                                          |                                               | 12 735                                        |                                               |
| 1975                                          | 1975                                          |                                               | 12 784                                        |                                               |
| 1980                                          | 1980                                          |                                               | 13 000                                        |                                               |
| 1990                                          | 1990                                          |                                               | 14 420                                        | 703                                           |
| 1995                                          | 1995                                          |                                               | 15 633                                        | 718                                           |
| 2000                                          | 2000                                          |                                               | 16 189                                        | 745                                           |
| 2005                                          | 2005                                          |                                               | 16 263                                        | 746                                           |
| 2010                                          | 2010                                          |                                               | 17 275                                        | 754                                           |
| 2015                                          | 2015                                          |                                               | 19 365                                        | 995                                           |
| 2020                                          | 2020                                          |                                               | 22 018                                        | 1 092                                         |
| Anm.: Sammanvuxen med Östhamra 2015.          |                                               |                                               |                                               |                                               |

## Stadsbild
Norrtälje ligger vid Norrtäljevikens inre del och omges av småbruten odlingsbygd.

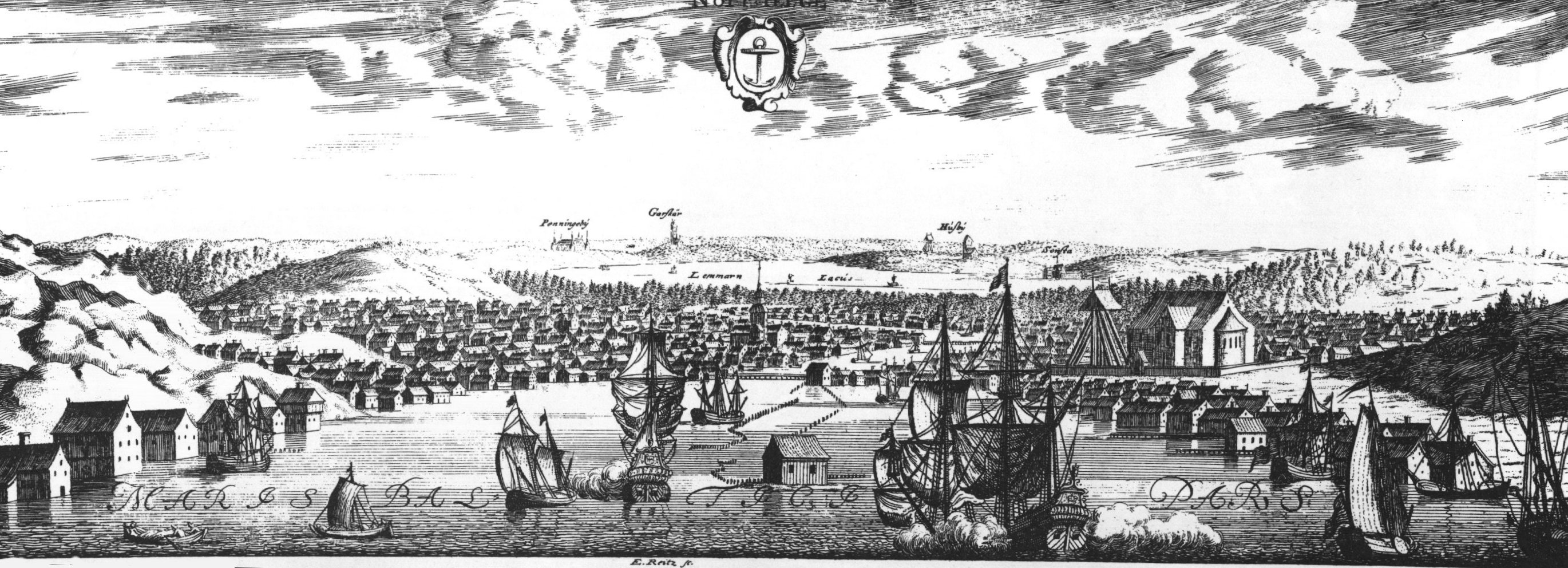
Norrtälje omkring 1700-talet, ur Suecia antiqua et hodierna.

Det område som utgjorde Norrtälje stad till 1970 (då stadskommunen uppgick i Norrtälje kommun) och Norrtälje församling till 2000 (då församlingen uppgick i Norrtälje-Malsta församling) avgränsas i väster av Lommarsundet. Här låg Roslagens luftvärnsregemente (Lv 3). I söder går gränsen i dalgången mellan Kyrksjön i Frötuna församling och Kvisthamraviken av Norrtäljeviken. I öster går gränsen i Broströmmens mynning i Norrtäljeviken. Här ligger Långgarns villaområde. I norr går gränsen strax norr om Norrtälje kriminalvårdsanstalt samt Vinglebacke vid riksväg 76. Härifrån går gränsen ut i sjön Lommaren.
Mitt igenom staden flyter Norrtäljeån som sedan mynnar i Norrtäljeviken. I Norrtäljes hamn ligger ångbåten S/S Norrtelje sedan 28 juli 1968. Båten levererades år 1900 till Norrtelje ångfartyg AB och har trafikerat ett flertal sträckor bland annat till Åland. Idag är ångbåten en restaurang. Restaurangen och dess personal medverkade i ett avsnitt av TV-programmet Kniven mot strupen under 2009, men har sedan dess bytt ägare.
Norrtälje har en välbevarad fabriksmiljö från 1900-talets första hälft, Pythagoras industrimuseum. Den gamla motorfabriken ligger centralt belägen och var en gång Norrtäljes största industriföretag. Idag är den gamla fabriken ett av landets bäst bevarade industriminnen med sin kompletta produktionslinje med bevarade ritningar och maskiner.
Ett stort antal fritidshus finns inom kommunen. Sommartid är Norrtälje en turistort.
I Norrtälje ligger Norrtäljeanstalten, ett av Sveriges största och säkraste fängelser.

### Bostadsområden
- Bolkadalen
- Bältartorp
- Färsna
- Granparken
- Gransäter
- Kvisthamra
- Mosebacke
- Norrtälje Hamn
- Solbacka
- Solbacka gård
- Solbacka strand
- Fågelsången
- Grossgärdet
- Grind
- Vigelsjö

## Galleri

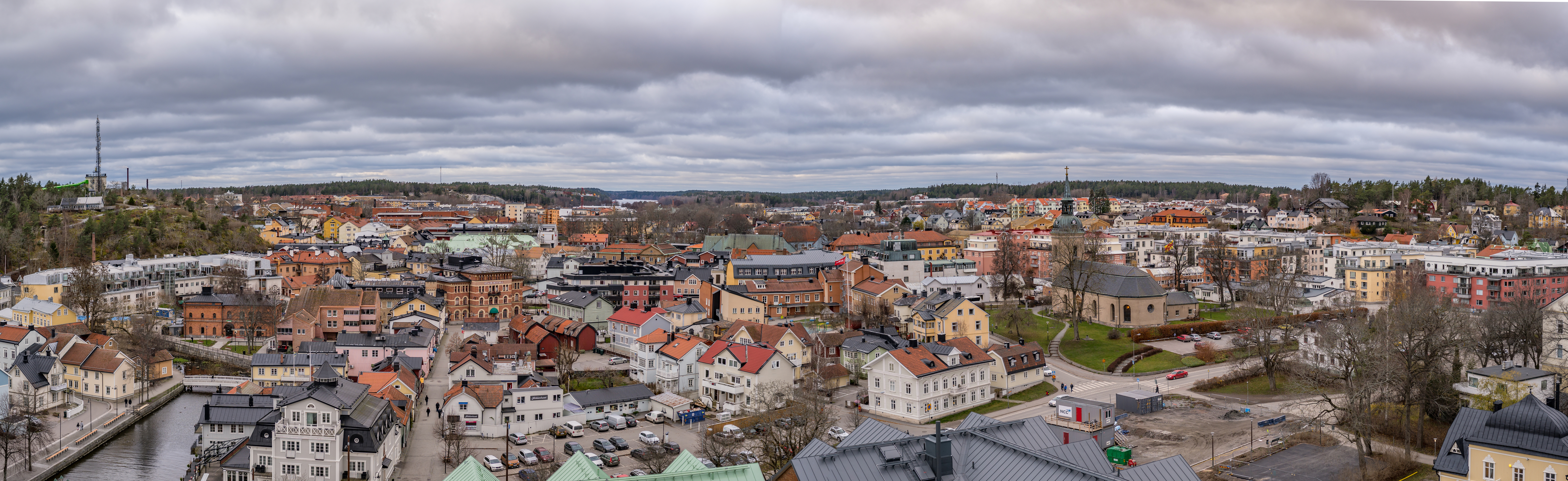
Utsikt västerut från Norrtälje Hamnplan.
Utsikt österut från Norrtälje Hamnplan.
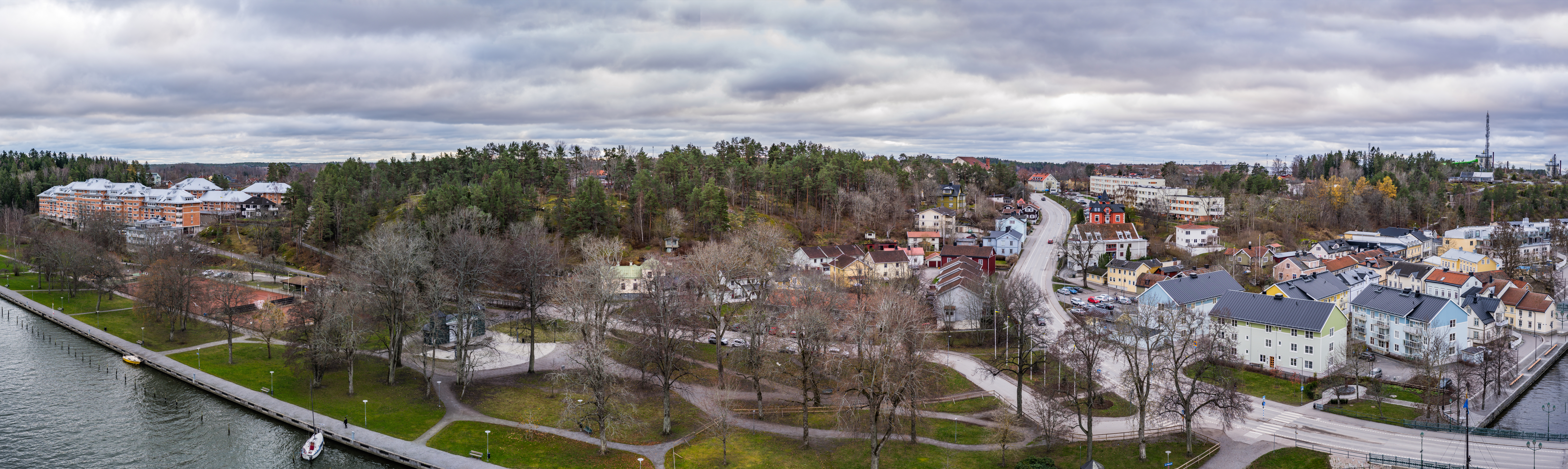
Utsikt söderut från Norrtälje Hamnplan.
Utsikt norrut från Norrtälje Hamnplan.

## Bildspel
| - 1 - Slut |

## Kommunikationer
Norrtälje har täta bussförbindelser med Stockholm (Tekniska högskolans busstation med närliggande tunnelbana). Det finns även direkt busstrafik till bland annat Uppsala, Hallstavik och Kapellskär. 
Europavägen E18, som passerar söder om tätorten, slutar i sitt svenska avsnitt i Kapellskär där färjor till Finland, Estland och Polen tar över. Riksväg 76 går norrut från Norrtälje mot Östhammar och Gävle. Riksväg 77 går västerut och förbinder Norrtälje med Rimbo, Knivsta och Uppsala samt via länsväg 273 med Arlanda flygplats.
Norrtälje hade 1885–1969 järnvägsförbindelse (smalspår) med Uppsala och Stockholm över Rimbo (Stockholm-Roslagens Järnvägar). Ett hamnspår användes under några år i början av 1960-talet för direkttåg från Stockholm till de färjor som då utgick från Norrtälje.

## Näringsliv

### Bankväsen
Norrtälje stads och omgivnings sparbank grundades 1859. Den har bytt namn till Roslagens sparbank men är fortfarande fristående.
Upplands enskilda bank hade kontor i Norrtälje sedan 1800-talet. Stockholms diskontobank öppnade ett kontor i Norrtelje den 20 april 1903. Roslagens folkbank grundades i Norrtelje 1908. Den övertogs av Industribanken år 1918 som i sin tur togs över Nordiska handelsbanken, som år 1925 sålde sina kontor i Roslagen till Upplands enskilda bank. När Svenska Handelsbanken etablerade sig i Norrtälje tog man över folkbankens tidigare lokal.

## Kända personer från Norrtälje
- Jan Emanuel, entreprenör och politiker
- Eddie Läck, hockeymålvakt
- Margaretha Krook, skådespelare
- Anna-Lena Lodenius, journalist
- Ola Lustig, programledare
- Moneybrother, musiker
- Robbin Sellin, fotbollsspelare
- Björn Waldegård, rallyförare
- Peter Åslin, hockeymålvakt

## Film- och TV-inspelningar
- 1939 - Norrtälje stad - Landstormens lilla Lotta
- 1946 - Norrtälje med omnejd - Saltstänk och krutgubbar
- 1981 - Anstalten Norrtälje - Varning för Jönssonligan
- 1992 - Pensionat Granparken, Hotell Roslagen och Lilla Torget - Ha ett underbart liv
- 1996 - Hotell Roslagen - Percy Tårar
- 1996 - Norrtälje stad - Kalle Blomkvist - Mästerdetektiven lever farligt
- 1996 - Norrtälje stad Sånt är livet
- 1998 - Norrtälje stad Pip-Larssons (TV-serie)
- 2002 - Hotell Okå Järnvägshotellet (Tv-serie)
- 2006 - Norrtälje Sportcentrum - Antikrundan
- 2007 - Lilla Torget - Wallander - Pyramiden
- 2011 - Lilla Torget - Kinesen
- 2017 - Campus Roslagen - Antikrundan